# Pastor Maldonado
Pastor Rafael Maldonado Motta (Maracay, 1985. március 9.) venezuelai autóversenyző, a 2010-es GP2-szezon bajnoka, továbbá hazája eddigi egyetlen futamgyőztese a Formula–1-es világbajnokságon.

## Pályafutása

### Fiatal évei
Családjában korábban is voltak autóversenyzők. Ötévesen mountainbike-viadalokon vett részt. Maldonado négyévesen gokartban ült, hétévesen indult első versenyén. 1993 és 1999 között három nemzeti  és négy regionális gokartbajnokságot nyert hazájában.  Tanulmányai végeztével Európában kezdett el versenyezni. 1999 és 2002 között olasz bajnok, Európa- és világbajnok is lett a gokartosok mezőnyében.

### Korai európai évei
2002-ben a formulaautósok között állt rajthoz: hazája Formula Ford 2000-es bajnokságban. Egy évvel később az olasz F-Renault 2000-es bajnokságban állt rajthoz a Cram Competition színeiben, egy pole-pozíciót és három dobogós helyet gyűjtött, ezzel a bajnokság hetedik helyén végzett.  A következő évben a 17 futamos olasz bajnokságban 8 győzelmével és 6 pole-pozíciójával bajnok lett. Emellett a F-Renault 2000 Európa-bajnokságban is rajthoz állt, ahol a szezon végén nyolcadikként zárt, újonc létére két győzelmet szerezve.
2005-ben egyik nagynevű szériában sem kapott szerződést. Négy futamon rajthoz állt az olasz Formula-3000-ben, amiből egyet megnyert. Részt vett a World Series by Renault 9 versenyén, amit négy futamra szóló eltiltása szakított félbe. Monte-Carlóban ugyanis futamon figyelmen kívül hagyott egy sárga zászlót és elütött egy pályaőrt aki súlyos sérüléseket szenvedett.
Ugyanebben az évben az európai Formula Renault-sorozatban is részt vett,  s két győzelemmel a bajnokság nyolcadik helyen zárt. Tehetsége már fiatalon is szembetűnő volt, így lehetőséget kapott arra, hogy a Minardi Formula 1-es autóját tesztelje.
A következő évet a Formula Renault 3.5-ben versenyezte végig, három győzelmet szerezve a harmadik helyen zárt, ám bajnok lehetett volna, ha a misanói versenyről nem zárják ki autója szabálytalansága miatt. Csapata, a Draco Racing hiába fellebbezett, a Motorsport Világtanács nem változtatott ítéletén. Teljesítménye így is felkeltette több GP2-es csapat figyelmét, így Maldonado a következő négy évet a Formula 1 előszobájában tölthette el.

### GP2

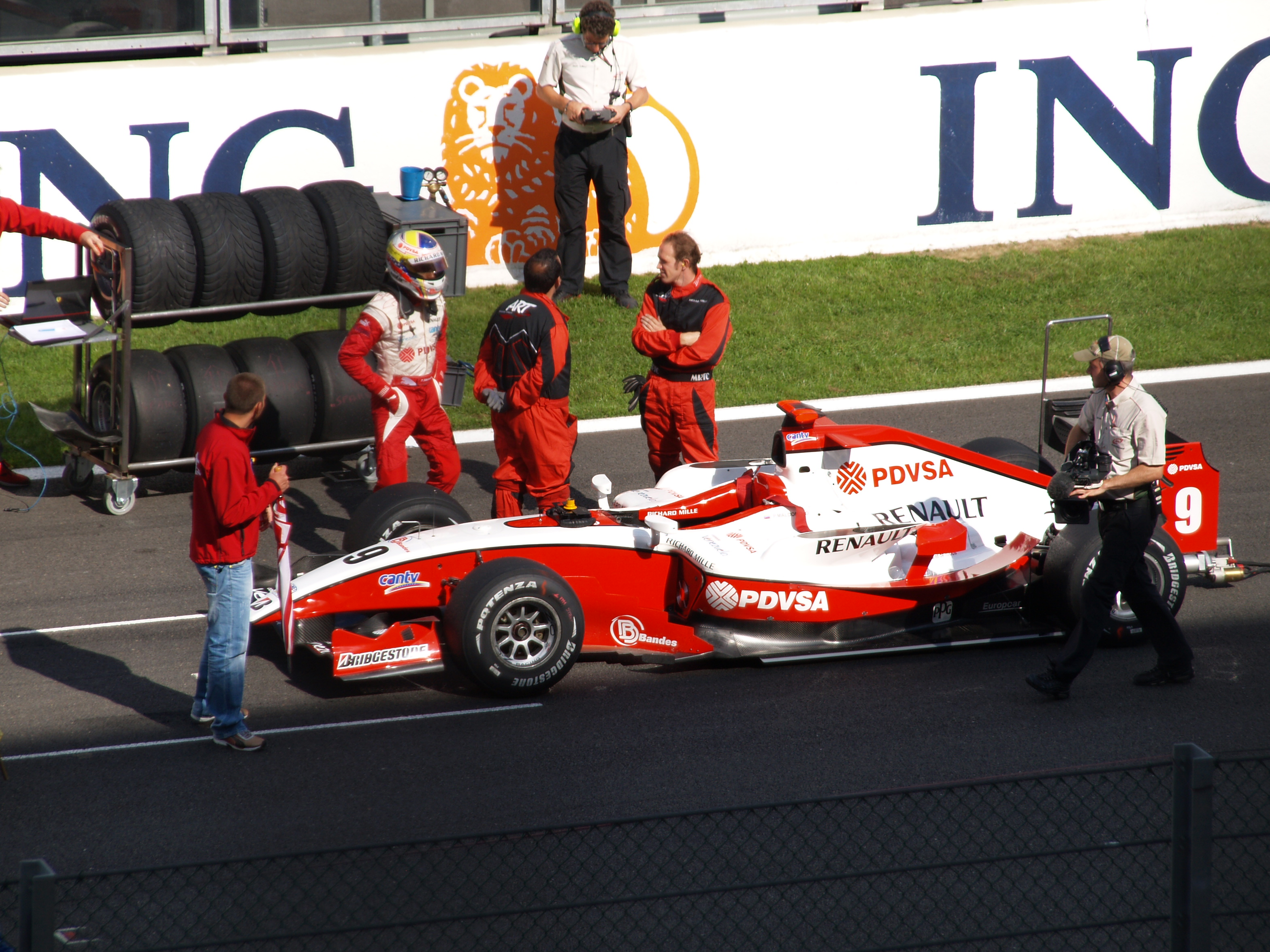
Maldonado a rajtrácson ART Grand Prix autójában a 2009-es spái futamon.

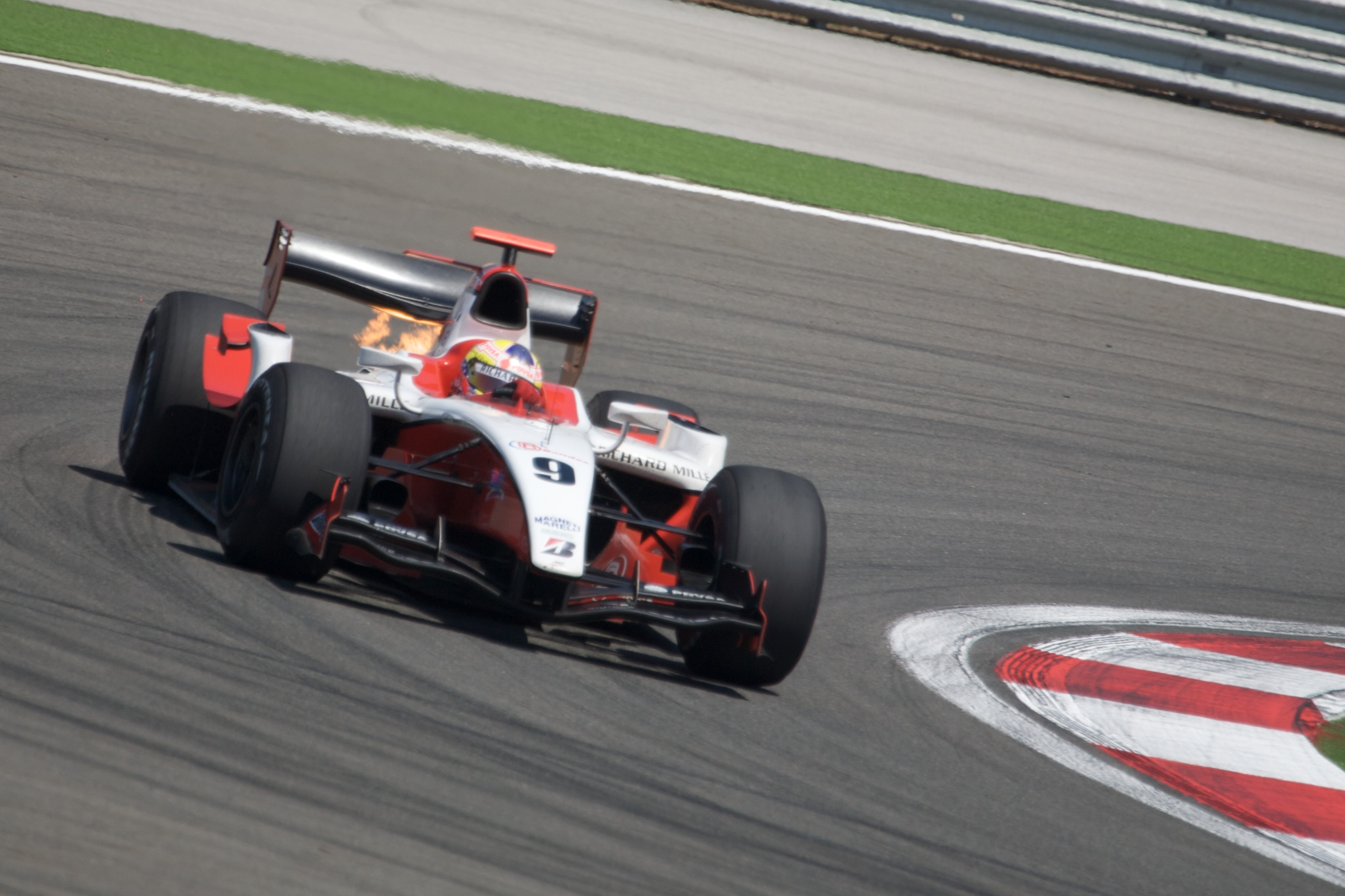
Maldonado vezeti az ART Grand Prix autóját az isztambuli verseny alatt 2009-ben.

Első szezonjában a Trident Racinghez írt alá (2007-ben), s rögtön győzni tudott a negyedik versenyén, a monacói futamon, s egy dobogós helyet is szerzett, ám kulcscsonttörés miatt az utolsó négy versenyhétvégét ki kellett hagynia.
2008-ban egy győzelmet és hat dobogós helyet szerzett, s az ötödik pozícióban zárt, miközben a szezont a átigazolt a Piquet Sports csapatánál töltötte.
2009-ben pedig két futamgyőzelmet aratott, s ezzel a hatodik helyen zárt összetettben annál az ART Grand Prix csapatnál, melynél a német Nico Rosberg (2005-ben) és a brit Lewis Hamilton (2006-ban) is bajnoki címet szerzett. Maldonadónak viszont nem sikerült ez, ellenben csapattársa, a német Nico Hülkenberg öt győzelemmel megszerezte az év végi első helyet.
2010-ben Maldonado a Rapax Team csapatában szerzett bajnoki címet hat futamgyőzelemmel úgy, hogy az utolsó öt futamon még csak pontot sem szerzett.

### Formula–1

#### 2011
Azzal, hogy a WilliamsF1 leszerződtette a 2011-es szezonra, ő lett 1984 és Johnny Cecotto után az első venezuelai pilóta.

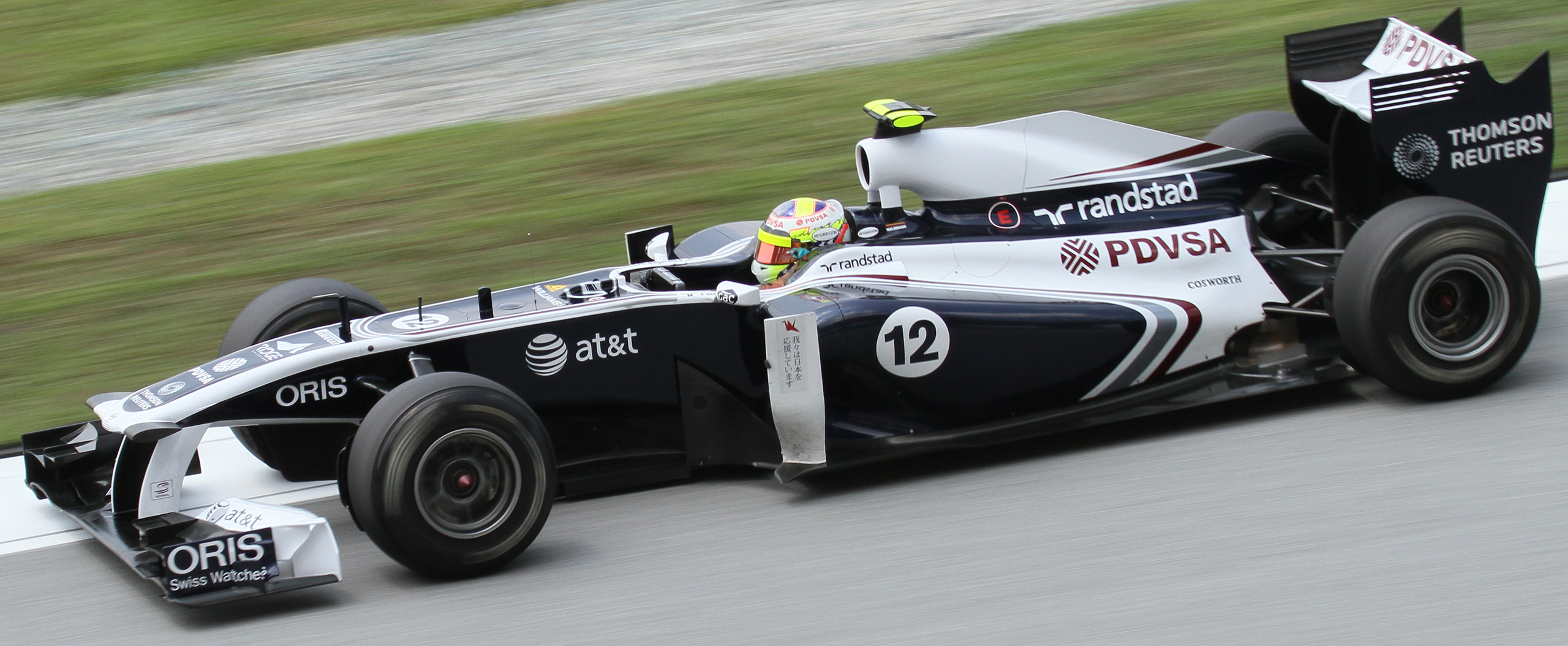
Maldonado a 2011-es maláj nagydíjon a Williamsszel.

Az első futamát váltóproblémák miatt kényszerült feladni, míg a második versenyhétvégéjén az időmérőn nem jutott be a Q2-be, majd a versenyt is fel kellett adnia. A harmadik versenyén Kínában a 18. helyen ért célba. A spanyol nagydíjon jutott be először a Q3-ba és ott a kilencedik helyet szerezte meg. Monacóban újra bekerült a Q3-ba és a versenyen a nyolcadik helyről rajtolhatott. A versenyen öt körrel a vége előtt a hatodik helyen haladt, de ütközött Lewis Hamiltonnal és feladni kényszerült a versenyt. Kanadában az esős versenyen megpördült és összetörte autóját. A brit nagydíjon a hetedik helyről rajtolhatott, de továbbra sem tudott pontszerző helyen célba érni. Németországban és Magyarországon sem sikerült pontot szereznie. 
A belga nagydíjon 5 rajthelyes büntetést kapott az időmérőn Hamiltonnal történt incidense miatt. Ennek ellenére itt szerezte meg első pontját, mivel a tizedik helyen ért célba, a szezon többi futamán viszont nem szerzett pontot és nem jutott be az időmérőn a Q3-ba, így a 19. helyen zárt a pontversenyben. Csapattársa, Rubens Barrichello sem ért el sokkal jobb eredményt a maga 4 pontjával.
2011. december 1-jén bejelentették, hogy Maldonado a következő szezonban is a Williams pilótája marad.

#### 2012
A 2012-es szezonban maradt a Williams pilótája és új csapattársat kapott Bruno Senna személyében. Maldonado jól kezdte az első futamot Ausztráliában, az utolsó körben még az ötödik helyért harcolt Fernando Alonsóval, de összetörte autóját és így nem ért célba. Malajziában az 54. körben a motorja hibásodott meg, így ismét lemaradt a pontszerzésről. Kínában a 8. helyen ért célba, ezzel addigi legjobb eredményét érte el. Bahreinben defekt miatt volt kénytelen kiállni.

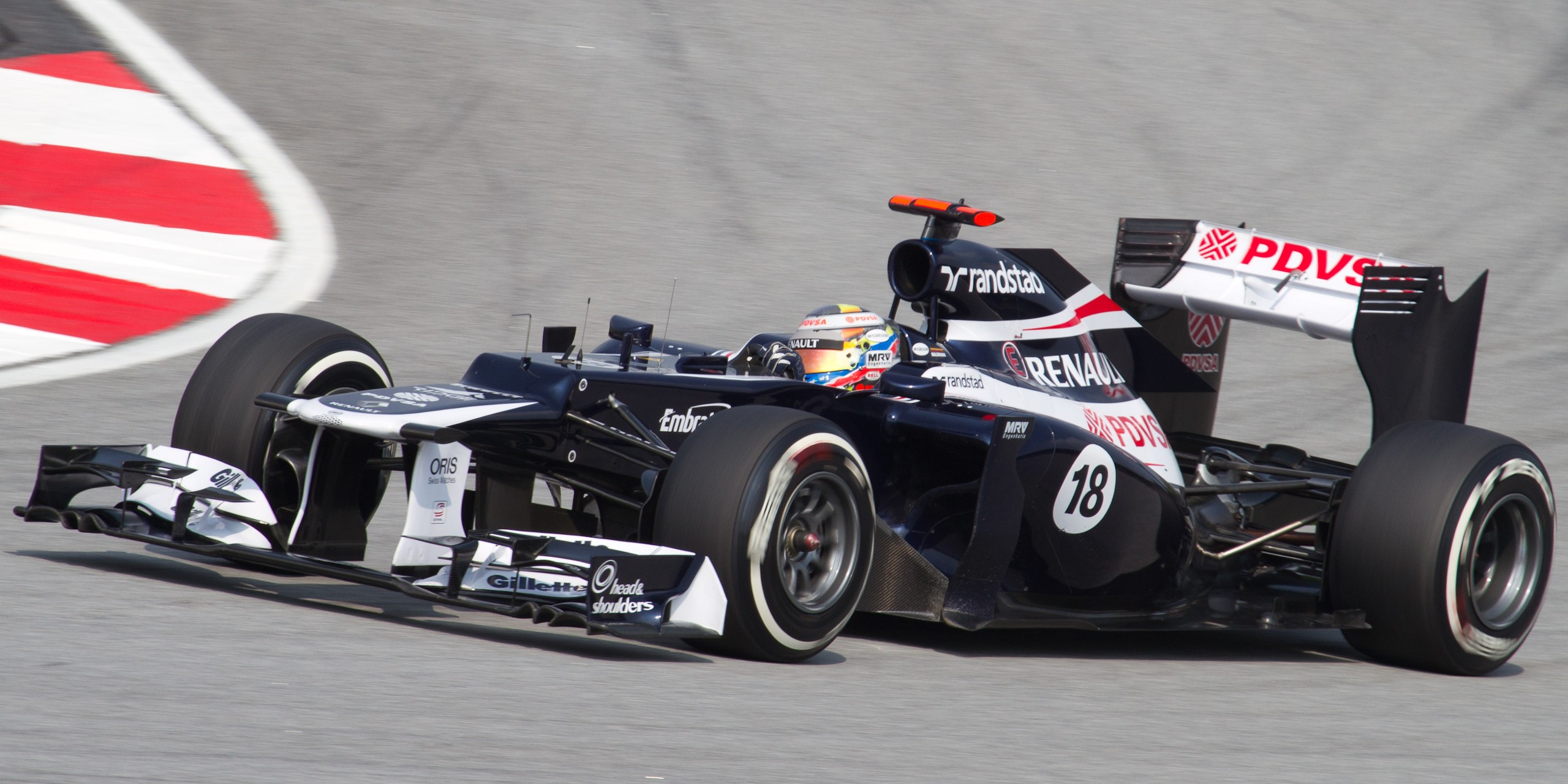
Maldonado a 2012-es maláj nagydíjon a Williamsszel.

Az ötödik nagydíjon Spanyolországban az időmérőn a második lett, de Lewis Hamiltontól elvették a pole-t és így Maldonado indulhatott az első helyről. A futamon az első kanyarban megelőzte őt Fernando Alonso, de egy jó kerékcserés taktikával visszajött a spanyol elé. Alonso támadta folyamatosan Maldonadot, de nem tudta megelőzni, így megszerezte első futamgyőzelmét a 24. nagydíján. Maldonado lett az első venezuelai futamgyőztes a Formula–1-ben.
Maldonado a 2010-es brazil nagydíj után szerzett újabb pole-pozíciót és a 2004-es brazil nagydíj után újabb futamgyőzelmet a Williamsnek.
Monacóban jól kezdte a hétvégét, de a harmadik edzésen összeütközött Sergio Pérezzel, begyűjtve egy tíz rajthelyes büntetést. Váltócsere miatt 5 rajthelyes büntetést kapott. Így a mezőny legvégén találta magát. A rajtnál a Romain Grosjean által okozott tömegbaleset egyik áldozatául eső Maldonado az első kanyarban belerohant Pedro de la Rosa HRT-jébe.
Kanadában a 22. helyről indulva 13. lett.

#### 2016
2016. február 1-jén bejelentette, hogy abban az évben már nem áll rajthoz a Formula–1-ben.
Venezuela megszüntette Pastor Maldonado Formula–1-es pilóta évi 40 millió eurós pénzügyi támogatását, mivel az olajárak esése és politikai változások miatt nem támogatja tovább a PDVSA olajtársaság a versenyzőt. Pályafutása során 96 futamon vett részt, 1 pole-pozíciót és egy futamgyőzelmet ért el.

## Eredményei

### Teljes GP2-es eredménysorozata
(Táblázat értelmezése)

(Félkövér: pole-pozícióból indult; dőlt: leggyorsabb kört futott) 

| Év   | Csapat         | 1          | 2          | 3          | 4          | 5         | 6          | 7         | 8         | 9          | 10         | 11        | 12         | 13          | 14          | 15        | 16         | 17         | 18         | 19         | 20         | 21      | Helyezés | Pont |
| ---- | -------------- | ---------- | ---------- | ---------- | ---------- | --------- | ---------- | --------- | --------- | ---------- | ---------- | --------- | ---------- | ----------- | ----------- | --------- | ---------- | ---------- | ---------- | ---------- | ---------- | ------- | -------- | ---- |
| 2007 | Trident        | BHR FEA Ni | BHR SPR 16 | ESP FEA Ki | ESP SPR 17 | MON FEA 1 | FRA FEA 10 | FRA SPR 8 | GBR FEA 7 | GBR SPR 2  | GER FEA 6  | GER SPR 4 | HUN FEA Ki | HUN SPR Ki  | TUR FEA     | TUR SPR   | ITA FEA    | ITA SPR    | BEL FEA    | BEL SPR    | VAL FEA    | VAL SPR | 11.      | 25   |
| 2008 | Piquet Sports  | ESP FEA 12 | ESP SPR Ki | TUR FEA Ki | TUR SPR Ki | MON FEA 2 | MON SPR Ki | FRA FEA 3 | FRA SPR 7 | GBR FEA Ki | GBR SPR 15 | GER FEA 6 | GER SPR 17 | HUN FEA 5   | HUN SPR 18  | VAL FEA 2 | VAL SPR Ki | BEL FEA 3  | BEL SPR 1  | ITA FEA 2  | ITA SPR 4  |         | 5.       | 60   |
| 2009 | ART Grand Prix | ESP FEA 5  | ESP SPR 6  | MON FEA 8  | MON SPR 1  | TUR FEA 6 | TUR SPR 5  | GBR FEA 7 | GBR SPR 1 | GER FEA Ki | GER SPR 9  | HUN FEA 4 | HUN SPR Ki | VAL FEA Kíz | VAL SPR 8   | BEL FEA 4 | BEL SPR Ki | ITA FEA Ki | ITA SPR 15 | POR FEA 11 | POR SPR 20 |         | 6.       | 36   |
| 2010 | Rapax Team     | ESP FEA 6  | ESP SPR 3  | MON FEA 2  | MON SPR 11 | TUR FEA 1 | TUR SPR 6  | VAL FEA 1 | VAL SPR 4 | GBR FEA 1  | GBR SPR 4  | GER FEA 1 | GER SPR 20 | HUN FEA 1   | HUN SPR Kíz | BEL FEA 1 | BEL SPR Ki | ITA FEA Ki | ITA SPR Ki | UAE FEA 17 | UAE SPR 9  |         | 1.       | 87   |

### Teljes GP2 Asia Series eredménylistája
(Táblázat értelmezése)

(Félkövér: pole-pozícióból indult; dőlt: leggyorsabb kört futott) 

| Év      | Csapat         | 1       | 2       | 3          | 4         | 5        | 6        | 7       | 8       | 9         | 10        | 11          | 12          | Helyezés | Pont |
| ------- | -------------- | ------- | ------- | ---------- | --------- | -------- | -------- | ------- | ------- | --------- | --------- | ----------- | ----------- | -------- | ---- |
| 2008–09 | ART Grand Prix | SHI FEA | SHI SPR | DUB FEA Ki | DUB SPR T | BHR1 FEA | BHR1 SPR | LSL FEA | LSL SPR | SEP FEA 7 | SEP SPR 2 | BHR2 FEA Ki | BHR2 SPR Ki | 15.      | 7    |

### Teljes Formula–1-es eredménysorozata
(Táblázat értelmezése)

(Félkövér: pole-pozícióból indult; dőlt: leggyorsabb kört futott) 

| Év   | Csapat   | 1       | 2       | 3      | 4      | 5      | 6       | 7      | 8      | 9       | 10     | 11     | 12     | 13     | 14     | 15     | 16     | 17     | 18     | 19     | 20     | Helyezés | Pont |
| ---- | -------- | ------- | ------- | ------ | ------ | ------ | ------- | ------ | ------ | ------- | ------ | ------ | ------ | ------ | ------ | ------ | ------ | ------ | ------ | ------ | ------ | -------- | ---- |
| 2011 | Williams | AUS Ki  | MAL Ki  | CHN 18 | TUR 17 | ESP 15 | MON 18† | CAN Ki | EUR 18 | GBR 14  | GER 14 | HUN 16 | BEL 10 | ITA 11 | SIN 11 | JPN 14 | KOR Ki | IND Ki | UAE 14 | BRA Ki |        | 19.      | 1    |
| 2012 | Williams | AUS 13† | MAL 19† | CHN 8  | BHR Ki | ESP 1  | MON Ki  | CAN 13 | EUR 12 | GBR 16  | GER 15 | HUN 13 | BEL Ki | ITA 11 | SIN Ki | JPN 8  | KOR 14 | IND 16 | UAE 5  | USA 9  | BRA Ki | 15.      | 45   |
| 2013 | Williams | AUS Ki  | MAL Ki  | CHN 14 | BHR 11 | ESP 14 | MON Ki  | CAN 16 | GBR 11 | GER 15  | HUN 10 | BEL 17 | ITA 14 | SIN 11 | KOR 13 | JPN 16 | IND 12 | UAE 11 | USA 17 | BRA 16 |        | 18.      | 1    |
| 2014 | Lotus    | AUS Ki  | MAL Ki  | BHR 14 | CHN 14 | ESP 15 | MON Ni  | CAN Ki | AUT 12 | GBR 17† | GER 12 | HUN 13 | BEL Ki | ITA 14 | SIN 12 | JPN 16 | RUS 18 | USA 9  | BRA 12 | UAE Ki |        | 16.      | 2    |
| 2015 | Lotus    | AUS Ki  | MAL Ki  | CHN Ki | BHR 15 | ESP Ki | MON Ki  | CAN 7  | AUT 7  | GBR Ki  | HUN 14 | BEL Ki | ITA Ki | SIN 12 | JPN 8  | RUS 7  | USA 8  | MEX 11 | BRA 10 | UAE Ki |        | 14.      | 27   |

† A versenyt nem fejezte be, de helyezését értékelték, mert a versenytáv több, mint 90%-át teljesítette.
Megjegyzés: 2014-ben a szezonzáró nagydíjon dupla pontokat osztottak.

### Le Mans-i 24 órás autóverseny
| Év   | Csapat      | Csapattárs                         | Autó            | Kategória | Kör | Összetett Helyezés | Kategória Helyezés |
| ---- | ----------- | ---------------------------------- | --------------- | --------- | --- | ------------------ | ------------------ |
| 2018 | DragonSpeed | Roberto González Nathanaël Berthon | Oreca 07-Gibson | LMP2      | 360 | 9.                 | 5.                 |
| 2019 | DragonSpeed | Roberto González Anthony Davidson  | Oreca 07-Gibson | LMP2      | 245 | Kiesett            | Kiesett            |

### Teljes FIA World Endurance Championship eredménysorozata
(Táblázat értelmezése)

(Félkövér: pole-pozícióból indult; dőlt: leggyorsabb kört futott) 

| Év      | Csapat      | Osztály | Kasztni  | Motor                 | 1     | 2     | 3     | 4     | 5     | 6     | 7     | 8      | Helyezés | Pont |
| ------- | ----------- | ------- | -------- | --------------------- | ----- | ----- | ----- | ----- | ----- | ----- | ----- | ------ | -------- | ---- |
| 2018–19 | DragonSpeed | LMP2    | Oreca 07 | Gibson GK428 4.2 L V8 | SPA 5 | LMS 3 | SIL 4 | FUJ 6 | SHA 2 | SEB 3 | SPA 1 | LMS Ki | 3.       | 117  |

### Daytonai 24 órás autóverseny
| Év   | Csapat      | Csapattárs                                      | Autó            | Kategória | Kör | Összetett Helyezés | Kategória Helyezés |
| ---- | ----------- | ----------------------------------------------- | --------------- | --------- | --- | ------------------ | ------------------ |
| 2019 | DragonSpeed | Roberto González Sebastian Saavedra Ryan Cullen | Oreca 07-Gibson | LMP2      | 582 | 6.                 | 1.                 |